# Твоят живот е моят живот
Твоят живот е моят живот (на испански: Tu vida es mi vida) е мексиканска теленовела, режисирана от Серхио Катаньо и Армандо Киньонес и продуцирана от Анджели Несма за ТелевисаУнивисион през 2024 г. Версията, разработена от Хуан Карлос Алкала в сътрудничество с Роса Саласар Аренас и Алехандра Диас, е базирана на чилийската теленовела Да обичаш, за да умреш от 2019 г., създадена от Карлос Еспиноса, Алексис Мардонес и Гилермо Гарсия.
В главните роли са Сусана Гонсалес и Валентино Ланус, а в отрицателните – Елса Ортис, Педро Морено, Лисардо и София Ривера Торес. Специално участие взема Хуан Солер.

## Сюжет
Паула научава, че е болна, като ѝ остават от 6 до 8 месеца живот. Тя преосмисля съществуването си и напуска работата си на бизнесдама и купува камион за ресторант, за да прекарва времето си с трите си деца. Към тях се присъединява Лоренсо, бащата на Паула, който не знае за болестта на дъщеря си и настоява да започнат пътуването си в града. Там те срещат Пепе, добър човек с благородни чувства, който е на път да се разведе с Малена, егоистична жена, която му изневерява с Рафаел, брата на Пепе. 3Въпреки че връзката им започва по-малко от сърдечна нотка, Паула и Пепе не могат да помогнат, но се чувстват привлечени един от друг и със списък от нерешени задачи, които всеки от тях има, те откриват, че са идеални един за друг.

## Актьори
- Сусана Гонсалес – Паула
- Валентино Ланус – Пепе
- Хуан Солер – Лоренсо
- София Ривера Торес – Наталия
- Лаура Флорес – Грасия
- Роберто Матеос – Алекс
- Педро Морено – Рафаел
- Лисардо – Роландо
- Елса Ортис – Малена
- Вероника Мерчант – Исабела
- Маркос Монтеро – Херман
- Елена Перес – Рената
- Серхио Мадригал – Емилияно
- Карла Гайтан – Андреа
- Бруно Писа – Диего
- Педро Балдо – Артуро
- Родриго Риос
- Есмералда Пас
- Херман Мартинес – Федерико
- Маргарита Маганя – Сайда
- Ромина Поса – Лусия

## Премиера
Премиерата на „Твоят живот е моят живот“ е на 15 януари 2024 г. по Las Estrellas в Мексико и по Univision в САЩ. Последният 90 епизод е излъчен на 17 май 2024 г.
| Година | Излъчване        | Брой епизоди | Премиера       | Премиера         | Финал       | Финал            |
| Година | Излъчване        | Брой епизоди | Дата           | Зрители (в млн.) | Дата        | Зрители (в млн.) |
| ------ | ---------------- | ------------ | -------------- | ---------------- | ----------- | ---------------- |
| 2024   | понеделник-петък | 90           | 15 януари 2024 | 2.6              | 17 май 2024 | 2.5              |

## Продукция

### Разработване
През февруари 2023 г. е обявено, че Анджели Несма Медина започва препродукция на следващата си теленовела. Записите започват на 26 октомври 2023 г.

### Кастинг
На 23 август 2023 г. Сузана Гонсалес е обявена за главната роля. През септември 2023 г. Хуан Солер, Елса Ортис и София Ривера Торес се присъединяват към актьорския състав. На 4 октомври 2023 г. е обявено, че Валентино Ланус ще играе екранния партньор на Гонсалес.

## Версии
- Да обичаш, за да живееш (оригинална история), чилийска теленовела от 2019 г., режисирана от Сесар Опаско и продуцирана от Маурисио Кампос за Телевисион Насионал де Чиле, с участието на Фелипе Браун и Антония Сехерс.